# Fórmula Chrysler Euroseries
A Fórmula Chrysler Euroseries foi uma campeonato de fórmula, monomarca disputado na Europa. A categoria teve uma única temporada, no ano de 2001.

## História
Lançado como  International Single Seater Challenge, o campeonato tinha como intenção suprir a lacuna entre os campeonatos nacionais de Fórmula 3 e a Fórmula 3000 Internacional. O carro da categoria foi testado pela primeira vez por Guy Smith em Donington Park, em novembro de 2000. A temporada inicial começou com um evento promocional em Zandvoort, com oito pilotos presentes. Porém, o evento foi terminado prematuramente após somente dois dos oito pilotos estarem correndo após oito voltas, com Anthony Kumpen vencendo e Aldo Piedade Jr. ficado em segundo. A temporada oficial iniciou somente em 25 de agosto, no A1-Ring. Seis pilotos iniciaram a primeira etapa, com Charlie Hall vencendo. O maior grid da categoria foram 10 pilotos em Nürburgring. Ao fim da temporada, Ricardo van der Ende venceu o campeonato, com quatro vitórias e seis pódios em sete corridas.
Um calendário para a temporada de 2002 foi anunciado, com treze etapas em dez circuitos diferentes pela Europa. De acordo com o site oficial da categoria, a primeira etapa foi adiada em três meses, devido a falência da Reynard, que produzia os chassis. O número de etapas também foi diminuída: de dez para cinco etapas duplas.

## Sistema de Pontuação
| Posição | 1º | 2º | 3º | 4º | 5º | 6º | 7º | 8º | 9º | 10º | Pole | Volta Mais Rápida |
| Pontos  | 20 | 15 | 12 | 10 | 8  | 6  | 4  | 3  | 2  | 1   | 2    | 2                 |
| ------- | -- | -- | -- | -- | -- | -- | -- | -- | -- | --- | ---- | ----------------- |

## Campeões

### Pilotos
| Ano  | Campeão              | Equipe            |
| ---- | -------------------- | ----------------- |
| 2001 | Ricardo van der Ende | Vortex Motorsport |

### Equipes
| Ano  | Equipe           |
| ---- | ---------------- |
| 2001 | Alpie Motorsport |